# 기레기
기레기는 ‘기자’와 ‘쓰레기’의 합성어로 대한민국에서 허위 사실과 과장된 부풀린 기사로 저널리즘의 수준을 현저하게 떨어뜨리고 기자로서의 전문성이 상당히 떨어지는 사람과 그 사회적 현상을 지칭한다.

## 연혁
‘기레기’라는 신조어는 2010년대 초반에 대한민국 네티즌 사이에서 사용되기 시작하였으며, 인터넷 뉴스에서 공론화되기 시작한 것은 2013년 4월, 미디어스가 네이버의 뉴스스탠드 기능을 비판하는 기사를 올리면서부터 시작하였다. 이 기사에 따르면 네이버가 뉴스스탠드 기능을 선보임으로써 언론사들의 조회수를 높이기 위해 본문 내용과는 다르게 제목을 자극적이고 동떨어지게 올릴 것이라며 이에 따라 온라인 저널리즘의 위상이 추락하고 기자들의 인지도가 바닥을 칠 것이라고 주장하였다. 그외에도 기술의 발전으로 기자들의 가짜뉴스나 범죄 부도덕한 행태, 무능한 지적수준들이 과거와 달리 어느 정도 객관적으로 드러나면서 기자집단의 심각한 부도덕과 무능을 두고 기레기 용어의 확산을 가져왔다.
기레기라는 용어가 완전하게 확산되게 된 계기는, 2014년 4월 16일 전라남도 진도 해안에서 세월호가 침몰하게 되면서였다. 특히 세월호 사건을 전후로 대한민국에서는 미성년자 피해자들이 많이 생긴 인명사고들이 많이 벌어졌는데, 이때 기자들이 언론활동을 명목으로 피해자와 주변의 미성년자들에게 악독한 행태를 저지르는 사건이 SNS등 비언론매채를 통해 자주 폭로되면서 사람들의 공분을 사는일이 잦았고, 이때부터 기자를 비하하는 용어들도 정착되기 시작한다. 대한민국의 재난주관방송인 한국방송공사는 세월호 침몰 이후 시민들의 반응을 취재하는 데 있어서 짜깁기를 하여 현장에 있던 시민들과 네티즌들의 빈축을 샀다. 이에 대해 해당 언론사의 40기 기자들은 윗 기수인 38기와 39기와 함께 KBS 사내 망에 4월 침몰에 대한 '기레기 저널리즘'에 대해 '반성합니다'라는 제목의 사과의 뜻을 올렸다.

## 기타
- 일본에서도 이와 비슷한 의미인 '마스고미' (マスゴミ)라는 단어가 있으며, '마스메디아' (マス・メディア, →매스미디어)와 '고미' (ゴミ, →쓰레기)의 합성어이다.[5]

## 같이 보기
- 옐로 저널리즘
- 기자